# Khi del Dragó
Khi del Dragó (χ Draconis) és un sistema estel·lar en la constel·lació del Dragó de magnitud aparent +3,55. Ocasionalment rep el nom de Batentaban Borealis, provinent de l'àrab بطن الثعبان baţn al-thubān, el significat de la qual és «la panxa del drac». Es troba relativament proper al Sistema Solar, a només 26,3 anys llum de distància.
Khi del Dragó és un estel binari, la component principal del qual, Khi del Dragó A, és un nan groc de tipus espectral F7V amb una temperatura efectiva de 6150 K. Gairebé dos vegades més lluminós que el Sol, la seva massa és un 3 % major que la massa solar i té un radi aproximat de 1,12 radis solars. El seu company estel·lar, Khi del Dragó B, és una nan taronja de tipus espectral K0V i 4950 K de temperatura. La seva massa és de 0,74 masses solars i brilla amb una lluminositat equivalent al 29 % de la lluminositat solar.
La separació entre ambdós components varia entre 0,6 i 1,4 ua al llarg d'una òrbita excèntrica que completen cada 280,55 dies. La zona d'habitabilitat se situa al voltant de les 1,45 ua del centre de masses, massa prop d'ambdós estels perquè l'òrbita d'un hipotètic planeta fos estable.
No existeix consens quant a l'edat d'aquest sistema; un estudi indica una edat de 5.300 milions d'anys, però un altre augmenta aquesta xifra a més de 10.000 milions d'anys. La seva cinemàtica, no obstant això, suggereix que és un estel del disc fi —com el Sol— si bé la seva metal·licitat és equivalent al 39 % de la solar ([Fe/H] = -0,41).